# Agriocnemis interrupta
Agriocnemis interrupta är en trollsländeart som beskrevs av Fraser 1927. Agriocnemis interrupta ingår i släktet Agriocnemis och familjen dammflicksländor. Inga underarter finns listade i Catalogue of Life.